# 濁度

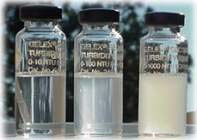
濁度分别为5、50和500 NTU的水

浊度是指水樣中因為大量肉眼可見懸浮物質而造成的混濁情形，類似空氣中的煙。濁度量測是水污染的重要測試項目之一。其他浊度可能有尿液浊度。此浊度也不同于色度。
流体中可能包括許多大小不同的悬浮物质，夠大夠重的懸浮物質在液體靜置時會沈澱到底部，但非常小的懸浮物質沈澱較慢，若是水體定時搅拌或是形成膠體，懸浮物質甚至不會沈澱。這些小的粒子就是讓液體變混濁的原因。
正常之酸性環境的水質為澄清狀態，中性或鹼性環境水質經常出現混濁現象，來自於金屬離子與氫氧根或碳酸根所形成的懸浮固體以及水體中的微生物。
濁度測定起源於傑克遜燭光度測定法，單位為 JTU（Jackson turbidity unit），現今濁度分析慣用散射比濁測定法，單位為 NTU（nephelometric turbidity unit）。

## 原因
開放水體的混濁可能因為浮游植物的繁殖而產生。人類在地面上的活動，例如建筑施工、采矿业及農業等會造成泥沙灰塵，在下雨時也會透過逕流讓沉積物進入水體，高河岸侵蝕率的地區以及高都市化的地方都會讓鄰近水域的水變混濁，像路面、橋樑、停車位有舖面的區域也會因為下雨，讓上面的污染帶到水體中。像沙石场、採炭等行業在分解岩石時也會污染鄰近的水體。
飲用水的濁度越高，飲用者出現消化道疾病的風險就越高，這對免疫功能低下的人而言格外的嚴重，因為像細菌或是病毒等致病原可能附著在懸浮物質的表面。在用氯進行水的消毒時，懸浮物質也會成為致病原的屏障，影響消毒的效果。而懸浮物質也可以保護致病原不受UVC紫外線照射消毒殺菌法的影響。
像湖泊、河流或是水庫等水體，高濁度也會減少光線照射進水體的深度，可能會抑制深水中的水生植物，也影響魚類或貝類等以其為食物的動物，高濁度也會影響魚鰓吸收水中氧氣的能力。像美國東部的切萨皮克湾就有觀察到這類的情形。
不過在許多紅樹林地區的生態，反而需要水體有高濁度，才能保護小魚免於其掠食者的攻擊，正所谓“水至清则无鱼”。像澳洲東岸的紅樹林（特別是摩頓灣），若要維持正常的生態系健康，其海水的濁度會高達600NTU。

## 量測

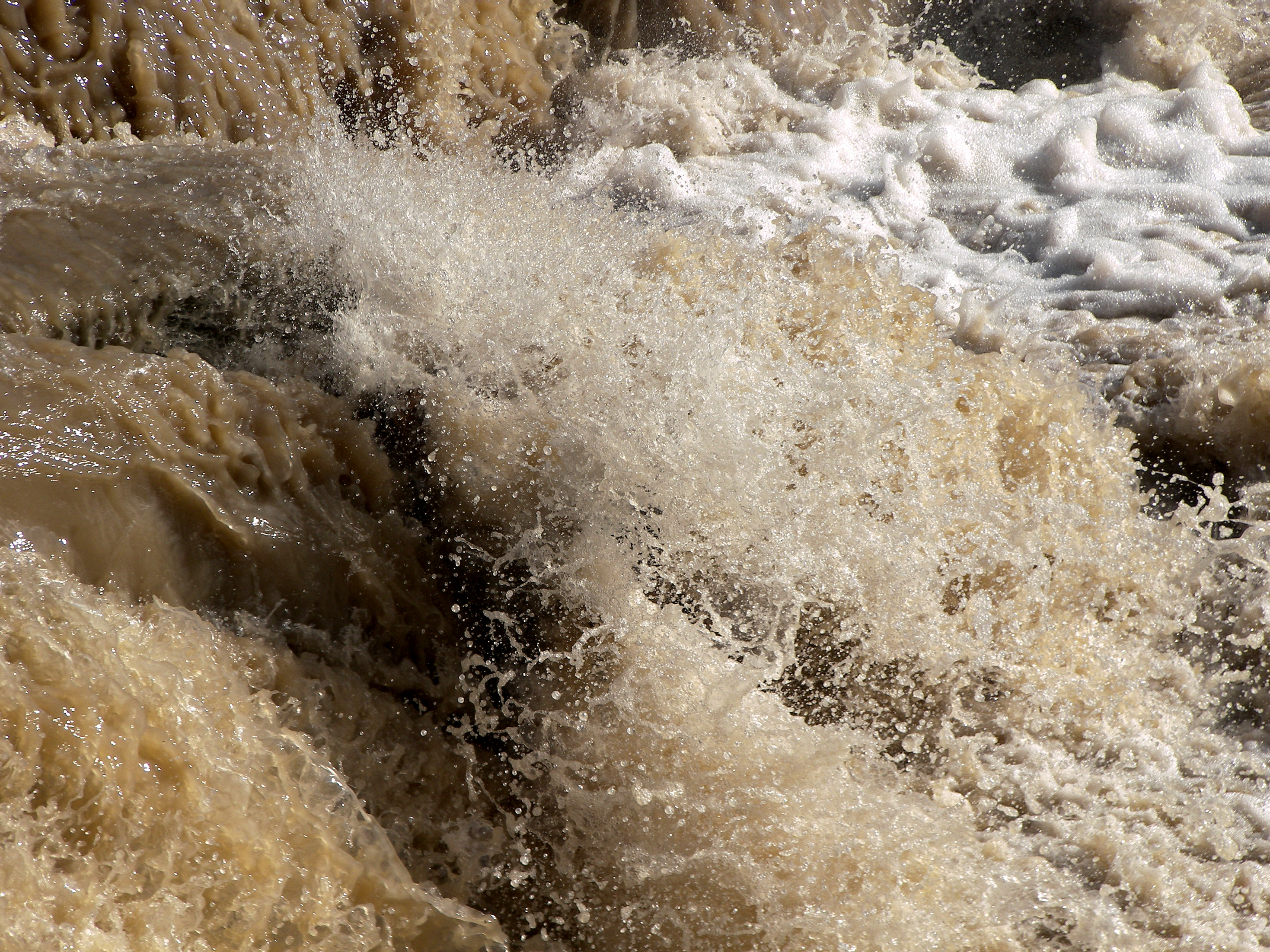
因大雨而有的高濁度溪水

最廣為使用的濁度量測單位是FTU（Formazin Turbidity Unit），在國際標準化組織中稱為FNU（Formazin Nephelometric Units）。ISO 7027中有說明量測濁度的方法，作法是量測試樣中懸浮物質散射的光，來計算懸浮物質的濃度，散射光用光电二极管接收，可以產生電氣訊號，再轉換為濁度。已有開源硬件依ISO 7027的方式量測濁度，是用Arduino處理器及便宜的LED。
在實務上有許多方式可以檢測水質，最直接的是量測光在通過一定長度水質試樣後的衰減情形，傑克遜蠟燭方法（Jackson Candle method）量測的單位為Jackson Turbidity Unit或JTU，本質上就是量測要多長的水質試樣才能使蠟燭的光變朦朧，其長度的反比即為JTU。若需要越多的水才能讓光變朦朧，表示水質越乾淨，水本身就會有一些衰減效果，而溶在水中，有顏色的物體也會吸收特定波長的光。現代的儀器不會用蠟燭作光源，但用水質試樣衰減光柱效果來檢測水質的方式都會以JTU進行校正，並且記錄其結果。
水質試樣中的粒子會散射通過水的光束，這也是一種量測濁度的方式。用這種方式量測濁度的設備稱為濁度計（nephelometer），有偵測器放在光束的旁邊，若偵測器接收到的光越多，表示有較多可以散射光的粒子。利用校正後的濁度計量測到的濁度其單位為Nephelometric Turbidity Units，簡稱NTU。不過在一定量粒子的情形下，光束散射的程度也和粘粒子的形狀、顏色及反射率有關。再加上較多的粒子可能很快就沈澱，無法散射光束。因此濁度和總懸浮固體之間的關係可能會隨這些情形而不同。

沙奇盤

湖泊、水壩、水道及海洋的濁度可以用沙奇盤來量測，沙奇盤是一個有黑色和白色的圓盤，測量時會將沙奇盤放在水面以下，且深度一直增加，看到多少深度時才看不到沙奇盤，此深度（沙奇深度）是表示水體清澈程度的量測，和濁度成反比。沙奇盤的好處是可以整合不同深度的濁度（不同深度下有不同濁度的情形）、用法簡單快速，而且不貴。沙奇盤可以提供有關真光层的大略資訊（約是沙奇深度的1/3），但若水很淺，沙奇盤即使放在底部仍然可以看到，就無法用此方式量測濁度。
另一種有助於在淺水中量測濁度的設備是濁管（turbidity tube）。濁管會將水注入刻度管中，再配合刻度管最下方的對比色圖案來判斷其濁度，原理類似沙奇盤。
空氣中的濁度會使太陽光衰減，是一種量測空氣污染的方式。為了要建模光束的衰減，有產生許多的濁度參數，例如Linke濁度因子（TL）等。

## 標準及測試方法

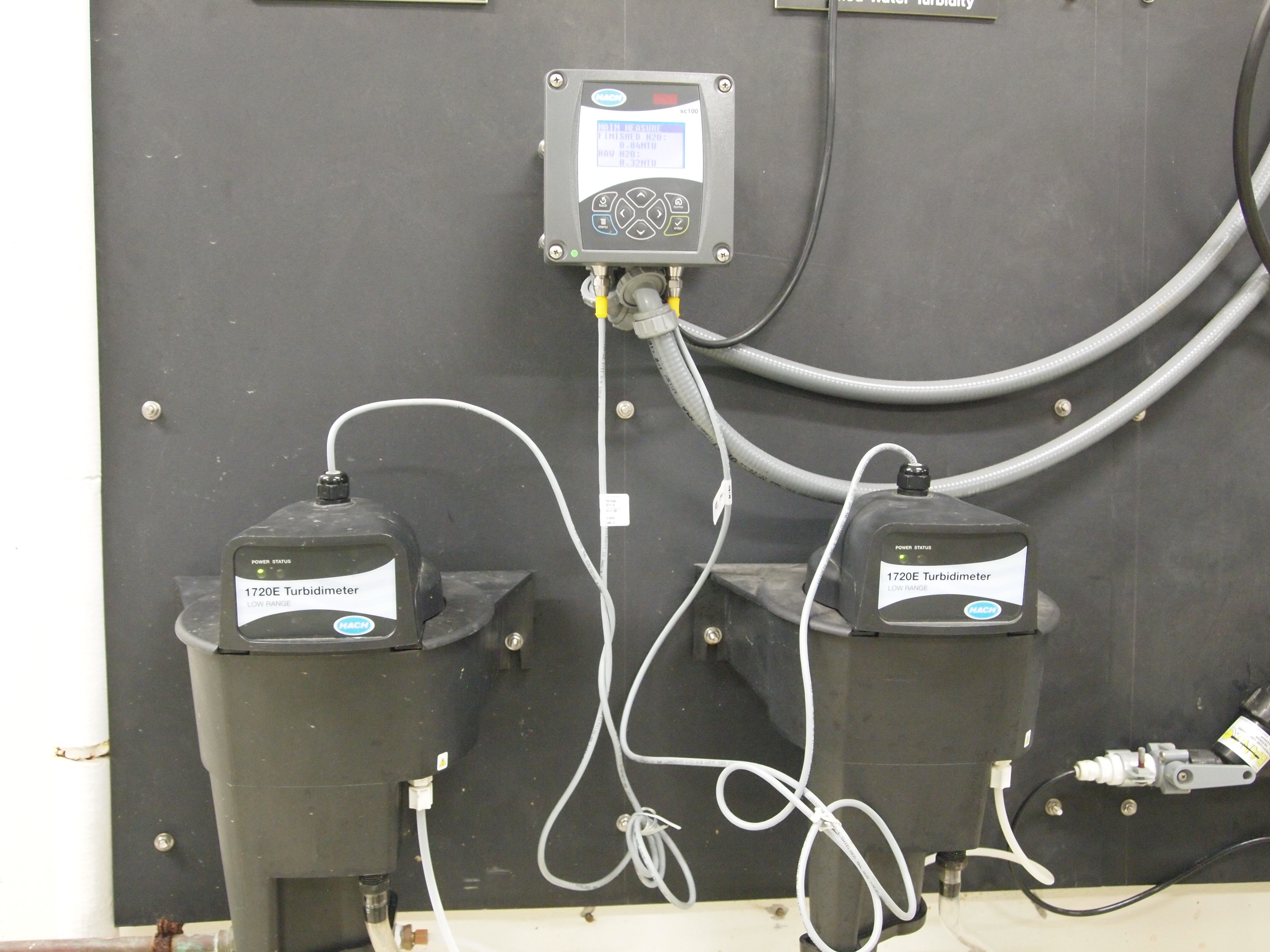
淨水廠用來量測處理前及處理後水質濁度（單位NTU）的濁度計

### 飲用水標準
許多政府都會訂定飲用水允許濁度的標準。在美國，利用傳統方式或是直接過濾法處理的飲用水，其濁度不得高於1.0NTU，每個月中至少要有95%的水質試様濁度低於或等於0.3NTU。若是用傳統方式或是直接過濾法以外的淨水方式，其濁度需符合各州標準，包括濁度不得高於5NTU。許多飲用水廠商設法達到濁度0.1 NTU的要求。歐洲標準沒有直接提到濁度，不過世界衛生組織認為飲用水的濁度應小於等於5 NTU，理想上要小於1 NTU。台灣飲用水的濁度標準是不得超過2 NTU。中国现行的生活饮用水卫生标准《GB5749-2006》要求供水浊度≤1.00NTU，净水条件受限时≤3.00NTU。实际自来水的浊度，一般在0.05到0.1到0.3之间。

### 環境用水標準
美國環保署有建立水質濁度的標準。這些準則是針對濁度影響的科學評估，各州也用來推動水體的水質標準（各州也有各州的準則）。有些州有公布水質的濁度標準，包括：
- 路易斯安那州。25、50或150 NTU，或是背景值加10％，依水體而定[13]。
- 佛蒙特州，10 NTU或25 NTU，依水體分類而定[14]。
- 華盛頓特區，背景值加5 NTU（若背景值小於等於50NTU時），或是背景值加10%（若背景值大於50NTU時）[15]。

### 分析方式
已出版的濁度分析測試方式有：
- ISO 7027 "Water Quality: Determination of Turbidity" [16]
- US EPA Method No. 180.1, "Turbidity"[17]
- "Standard Methods," No. 2130B.[18]

## 處理方式
水的濁度可以用沈澱或是過濾等方式來降低。依應用的不同，會在水體中加入化學藥劑以加速靜置或過濾的過程。瓶裝水的處理及都市的廢水處理一般不會有程序專門降低濁度，會利用砂濾、沈澱池以及澄清池一連串的程序來降低濁度。
原位水處理或直接投藥處理常用在受影響水體分散（例如有許多水體分布在此地區的不同位置，例如小的飲用水池等），問題會隨地區或是季節變化（例如在雨季後濁度才會提高），或是需要低成本淨水法的情形。原位水處理一般會加入藥劑，例如絮凝剂，而且會均勻的分布在水體上。最後絮凝物會沈降到水體的底部，當水由較淺處取出時，絮凝物仍在水體底部。此方法常用在煤礦業及製煤工廠，在雨季時雨水收集池的水相當渾濁。許多公司也提供原位水處理或是直接投藥處理的可攜式淨水系統。

### 淨水劑
有許多化学试剂可以降低水的濁度，常見的有硫酸铝或是矾（Al2(SO4)3.xH2O）、氯化鐵（FeCl3）、石膏（CaSO4.2H2O）、聚合氯化鋁、長鏈丙烯酰胺基的聚合物，以及許多專門的试剂。若將化学试剂加入水中時，需考慮其水化學特性的影響，例如加入矾會影響水的pH值。
在加入化学试剂作為絮凝剂時也需注意其和水混合的方式，混合的目的是為了讓絮凝剂和懸浮固體形成絮凝物，但若混合過於劇烈，反而可能會使絮凝物破裂，釋出懸浮固體。

## 外部連結
- Water on the Web: "Turbidity" （页面存档备份，存于） (University of Minnesota, Duluth and Lake Superior College)
- "Understanding Turbidity." United States Geological Survey (USGS)
- USGS field manual on measuring turbidity （页面存档备份，存于）
- Water Quality - Stormwater, Washington State （页面存档备份，存于）
- Water Quality - Stormwater, Construction, Washington State （页面存档备份，存于）